# Iberka gibraltarská
Iberka gibraltarská (Iberis gibraltarica), dříve též štěničník gibraltarský, je krytosemenná rostlina z rodu iberka. Navzdory svému názvu je doma především v Severní Africe, nicméně na Gibraltaru jako na jediném místě v Evropě roste také. Je národní rostlinou Gibraltaru a v letech 1988 a 1989 byla ražena na místní padesátipencové minci. Kromě toho je také znakem rezervace na Gibraltarské skále, kde roste ve vápencových puklinách zejména na severní stěně. Květy jsou bílé až slabě fialové a květenství mají v průměru až osm centimetrů.